# Jean-Mathieu-Philibert Sérurier
Jean-Mathieu-Philibert Sérurier, Bá tước Sérurier (8 tháng 12 năm 1742 – 21 tháng 12 năm 1819) là một thống chế dưới thời Napoleon I. 